# Meng Wu
Meng Wu (蒙武; Méng Wǔ), fl. 285–224 f.Kr., var en kinesisk general i riket Qin under perioden De stridande staterna.
År 285 f.Kr. stred han tillsammans med sin far, Meng Ao, mot Qi. Under Qin Shi Huangdi utsågs Meng Wu till biträdande general, och 224 f.Kr. tjänstgjorde han tillsammans med general Wang Jian under Qins föreningskrig och besegrade staten Chu och Chus kung Fuchu tillfångatogs. Efter krigen mot Chu begav sig Meng Wu söder ut och drev bort Baiyue-folket.